# Die fünfte Frau (Roman)
Die fünfte Frau (schwedisch Den femte kvinnan) ist ein Kriminalroman des schwedischen Schriftstellers Henning Mankell aus dem Jahr 1996 (dt. 1998). Der Roman ist der sechste Fall des Serienhelden und Kriminalkommissars Kurt Wallander.

## Inhalt
1993 fallen in Algerien fünf Frauen islamischen Fundamentalisten zum Opfer – vier Nonnen und eine schwedische Touristin, die sich zufällig im Kloster aufhielt. Auf politischen Druck von oben beschließen die Ermittlungsbeamten, die fünfte Frau zu ignorieren. Sie vernichten jegliche Beweise, die auf einen Aufenthalt im Kloster hindeuten könnten und stellen es so dar, als sei die Schwedin durch einen Autounfall ums Leben gekommen. Das schlechte Gewissen treibt eine junge algerische Polizistin jedoch dazu, zumindest die Tochter des Mordopfers in Schweden von der Wahrheit zu unterrichten.
Ein Jahr später, im September/Oktober 1994, ereignen sich in der südschwedischen Provinz Schonen innerhalb kurzer Zeit drei grausame und anscheinend akribisch geplante Morde, die sogar Kurt Wallander, einen erfahrenen Polizisten, vor ein scheinbar unlösbares Rätsel stellen: Einen alten Mann findet man aufgespießt auf neun Bambusstangen in einer Grube. Ein zweiter Mann wurde drei Wochen lang in Gefangenschaft gehalten, beinahe nackt an einen Baum gebunden und erwürgt. Das dritte Opfer, gefangen in einem festen Sack mit Gewichten, wurde in einen See gestoßen, wo er ertrank. Die ermordeten Männer weisen scheinbar keine Gemeinsamkeiten auf. Es handelt sich um anständige Bürger – ein pensionierter Autohändler, der Gedichte schrieb, ein Blumenhändler und ein Forscher gegen Milcheiweißallergien an der Universität Lund – die offensichtlich in keiner Verbindung zueinander stehen.
Doch nach und nach bekommt die makellose Fassade der Opfer Risse und Wallander stößt doch auf eine Gemeinsamkeit: Alle drei Männer waren brutale Menschen, die ihre Frauen auf grausame Art und Weise misshandelt hatten. Zwei der Opfer ermordeten ihre Frauen sogar bzw. trieben sie in den Tod. Inzwischen ist Wallander davon überzeugt, dass es sich beim Mörder um eine Frau handelt. Über eine der misshandelten Frauen gelangen sie schließlich auf die Fährte der Mörderin, die bei der Bahn arbeitet und gezielt Hinweise hinterlassen hat, welche auf eine weibliche Täterschaft hinweisen. Wallander beschließt, diese Frau näher zu untersuchen. Doch in ihrer Wohnung finden sie nur ein mysteriöses Notizbuch mit einer Liste.
Als Wallander die ersten Namen der Liste sieht, gibt es keine Zweifel mehr. Die Namen stimmen mit denen der Opfer überein, auch das Todesdatum wurde notiert. Doch ein weiterer Name ist mit einem roten Ausrufezeichen markiert. In letzter Minute gelingt es Wallander und seinen Kollegen, den nächsten brutalen Mord zu verhindern.
Darauf kann die Mörderin gefasst werden. Sie ist die Tochter der vor über einem Jahr in Algerien ermordeten Touristin. Dadurch begann sie im Alleingang, Rache an brutalen Männern zu nehmen. Sie hatte schon vor Längerem ein geheimes Hilfsnetzwerk für misshandelte Frauen aufgebaut und kannte so viele Namen und Adressen. Ihre Opfer, alles Gewalttäter, wählte sie nach dem Zufallsprinzip aus. Zum Schluss begeht die Mörderin im Polizeigewahrsam Suizid.

## Charakterisierung
Die fünfte Frau bildet das Pendant zur vorangehenden Folge Die falsche Fährte. In beiden Romanen werden die Morde von einer Person begangen, die damit Rache an der Misshandlung bzw. Ermordung einer nahen Angehörigen (der Schwester bzw. der Mutter) nehmen will und die vor der Verhaftung an den Ort des ersten Mordes zurückkehrt. Letztlich zielt Mankell auf die schwedische Gesellschaft selbst, die solche Gewalttäter hervorbringt. Darauf weist auch Jan Feddersen in einem Beitrag zu Mankells Wallander-Krimis: „Insofern sind seine [Mankells] Krimis unmöglich als außerweltlicher Horror lesbar: Hinter jeder gemütlichen Tür kann ein Gedemütigter leben, der auf Rache sinnt.“ Im Unterschied zu Die falsche Fährte, ja zum ersten Mal überhaupt in der gesamten Kurt-Wallander-Reihe, werden im Roman Die fünfte Frau die Taten nicht von einem Mann, sondern von einer Frau begangen. Die Täterin, die Speisewagenkellnerin Yvonne Ander, rächt sich nicht für Untaten, die an ihr selbst verübt wurden, sondern für ihr bekannt gewordene, nicht gesühnte Akte von brutaler Gewalt, die an Frauen begangen wurden. Wie in der vormodernen Strafjustiz oder in altgriechischen Jenseitsvorstellungen richtet sich die Art der Ermordung, welche die Täterin selbst als Hinrichtung versteht, nach der Art der Gewalttaten, die von den Männern begangen wurden. 
Bei der Verhaftung kommt es zu einer doppelten Paradoxie: Kurt Wallanders Kollegin Ann-Britt Höglund wurde zur Polizistin, weil sie in ihrer Jugend vergewaltigt worden ist. Nun muss sie eine Frau festnehmen, die Männer zur Strecke bringt, die wiederum schwere Gewalttaten an Frauen verübt haben. Die Serienmörderin Yvonne Ander hingegen, die sich als Rächerin aller misshandelten Frauen versteht, verletzt mit Ann-Britt Höglund eine Frau lebensgefährlich, die selbst Opfer männlicher Gewalt geworden ist (siehe die Folge Der Mann, der lächelte).

## Verfilmungen
2002 wurde der Roman in einer schwedisch-norwegisch-dänischen Koproduktion als TV-Krimi verfilmt (siehe Die fünfte Frau), die Hauptrolle übernahm erneut Schauspieler Rolf Lassgård, Regie führte Birger Larsen. Die deutsche Fassung wurde 2002 vom ZDF synchronisiert und im Dezember desselben Jahres als Zweiteiler ausgestrahlt. Der Film ist die fünfte Wallander-Verfilmung, da die neueren Verfilmungen von der Chronologie der Bücher abweichen, und erschien am 17. Februar 2003 als DVD-Version inklusive der Dokumentation Die Welten des Henning Mankell.
Neben den zum zweiten Mal eingesetzten neuen Schauspielern von Wallanders Kollegen tritt auch zum ersten Mal Maya Thysell in den Filmen auf, eine Kollegin Wallanders, mit der er eine Affäre eingeht, die aber in der literarischen Vorlage nicht existiert.
2010 wurde der Roman unter dem Titel Kommissar Wallander: Die fünfte Frau mit Kenneth Branagh in der Titelrolle erneut verfilmt (schwedisch/britisch/deutsch).

## Kritiken
- „Ein schlichtweg atemberaubendes Buch. Ein Volltreffer ohne Schönheitsfehler! Vielschichtig. psychologisch stimmig, von kristallklarer Beobachtung.“ – Bremer
- „Raffiniert und behutsam, dabei ungemein spannend, entwickelt der schwedische Autor eine unverwechselbare, beklemmende Atmosphäre, die weit über das hinausgeht, was ein durchschnittlicher Krimi zu bieten hat. Mankell beschreibt nicht nur die allmähliche Annäherung an eine kranke Täterseele – er legt gleich die ganze kaputte Gesellschaft mit auf die Couch.“ – Der Spiegel
- „Ein Kommissar zum lieb haben“ (Wertung: 82 %) – Krimi-Couch.de[2]